# Kanton Genève
Kanton Genève er en kanton i Schweiz. Hovedstaden hedder Genève ligesom kantonen. Kantonen er på tre sider omgivet af Frankrig (Rhône-Alpes). Mod nord omfatter kantonen begge søbredder af den sydvestligste del af den halvmåneformede Genevesø (fransk Lac Léman) og bortset fra nogle eksklaver på søens vestbred lidt mod nord har kantonen kun landegrænse til resten af Schweiz på en 4,5 kilometers længde vest for søen til kantonen Vaud, hvor der også findes to genèvske eksklaver. Folketal:479.980 (31. december 2019).
- Wikimedia Commons har flere filer relateret til Kanton Genève

46°13′05″N 6°09′58″Ø / 46.218°N 6.166°Ø